# Cal (Castropol)
Cal es una aldea de la parroquia de Castropol, concejo de Castropol, en la comarca del Eo-Navia, Principado de Asturias, España.